# Per Bakken
Pour les articles homonymes, voir Bakken (homonymie).
Per Bakken, né le 26 octobre 1882 à Trysil et mort le 11 août 1958, est un coureur du combiné nordique et fondeur norvégien. 

## Biographie
Né à Trysil, il représente le club local dans les compétitions, y compris le Festival de ski d'Holmenkollen, où il remporte le combiné nordique et le cinquante kilomètres de ski de fond la même année en 1904.
Pour ses exploits, il est récompensé par la Médaille Holmenkollen en 1907.